# Гроссевичі
Гроссе́вичі (рос. Гроссевичи) — село у складі Совєтсько-Гаванського району Хабаровського краю, Росія. Знаходиться у міжселенній території.

## Населення
Населення — 3 особи (2010; 3 у 2002).
Національний склад (станом на 2002 рік):
- росіяни — 100 %